# Antonio Pesenti
Pour les articles homonymes, voir Pesenti.
Antonio Pesenti (né le 17 mai 1908 à Zogno, dans la province de Bergame, en Lombardie - mort le 10 juin 1968 à Bergame) est un coureur cycliste italien de l'entre-deux-guerres. Professionnel de 1929 à 1938, il a notamment remporté le Tour d'Italie 1932.
Son fils Guglielmo a également été coureur cycliste. 

## Palmarès

### Palmarès amateur
- 1928
  - Coppa Caldirola
- 1929
  - 2e de la Coppa del Grande

### Palmarès professionnel
- 1930
  - 13e étape du Tour d'Italie
  - 5e du Tour d'Italie
- 1931
  - 3e du Tour de France
  - 7e du Tour d'Italie
  - 10e du Tour de Lombardie
- 1932
  - Tour d'Italie :
    -  Classement général
    - 7e étape

  - 5e étape du Tour de France
  - 4e du Tour de France
  - 8e de Milan-San Remo

### Résultats sur les grands tours

#### Tour d'Italie
8 participations
- 1930 : 5e, vainqueur de la 13e étape
- 1931 : 7e
- 1932 :  Vainqueur du classement général, vainqueur de la 7e étape,  maillot rose pendant 7 jours
- 1933 : abandon (6e étape)
- 1934 : abandon (7e étape)
- 1935 : abandon (12e étape)
- 1936 : 19e
- 1937 : abandon (4e étape)

#### Tour de France
3 participations
- 1929 : abandon
- 1931 : 3e
- 1932 : 4e, vainqueur de la 5e étape